# 灰吹銀

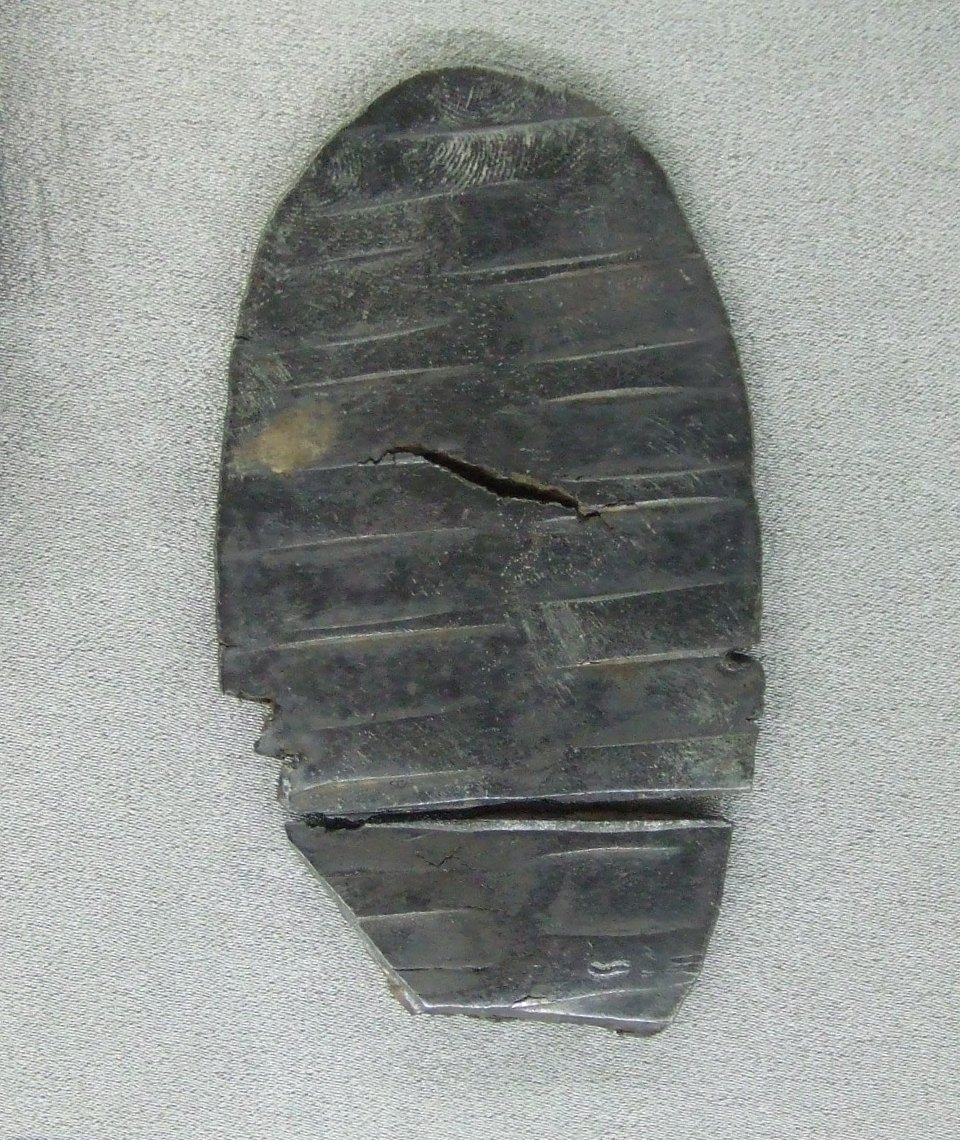
灰吹銀を材料とした石州銀

灰吹銀（はいふきぎん）は、銀山から山出しされ、灰吹法により製錬された銀地金である。山吹銀あるいは山出し銀とも呼ばれる。

## 灰吹法による製錬
銀黒と呼ばれる自然銀や輝銀鉱の微粒子を含む鉱石、あるいは少量銀を含有する黄銅鉱などの鉱石に鉛または方鉛鉱を加え、溶融すると銀は溶融鉛のなかに溶け込む。これを荒吹と呼ぶ。この銀を溶かし込んだ鉛は貴鉛（きえん）と呼ばれ、溶融した状態で分離され、骨灰製の灰吹炉あるいは坩堝で空気を吹きつけながら溶解すると、鉛は空気中の酸素と反応し酸化鉛となり骨灰に吸収され、酸化されにくい銀が残る。これが灰吹銀である。
また銀を含有する荒銅（粗銅）を溶融し鉛を加え、徐々に冷却し800℃前後に保つと、鉛に対する溶解度の小さい精銅が固体として析出し、依然溶融している鉛の中には溶解度の大きい銀が溶け込み、精銅から分離すると貴鉛が得られる。荒銅から灰吹法により銀を取り出す作業は特に南蛮吹（なんばんぶき）あるいは南蛮絞（なんばんしぼり）と呼ばれ、取り出された灰吹銀は絞銀（しぼりぎん）と呼ばれた。
さらに鉛の鉱石である方鉛鉱も0.1 - 0.2%程度の銀を含んでいるのが普通であり、取り出された粗鉛地金にも少量の銀が含まれ貴鉛に加わる。日本最古の銀産出の記録が残る対馬銀山においては、含銀方鉛鉱を山上に運び数十日間焼き続けて銀を残すという酸化製錬法が用いられた。

## 近世日本における灰吹銀の流通
天文2年（1533年）、  石見国の石見銀山で初めて導入される。やがて蒲生銀山、生野銀山、多田銀山、院内銀山など各地の銀山に灰吹法が導入され産銀は著しく増大し江戸時代初期に最盛期を迎える。また佐渡金山も金よりも寧ろ銀を多く産出した。産銀の増大により江戸時代前半に掛けて、ソーマ銀（佐摩、石見）、ナギト銀（長門）、セダ銀（佐渡）等といわれる灰吹銀が貿易決済のため多量に国外へ流出し、幕府は長崎において良質灰吹銀の輸出を監視したが、17世紀の間に丁銀を合わせて110万貫（4,100トン）を超える銀が流出したという。
地名、稼敷などの極印が打たれた灰吹銀、また灰吹銀を打ち延ばした銀判は、それぞれ極印銀（極印灰吹銀）および古丁銀と呼ばれる秤量銀貨として流通し、領国貨幣として江戸時代の丁銀の原型となった。しかし灰吹銀の品位は産地により様々であったため全国的な秤量貨幣としての流通の発展は望めず、寛文年間から元禄の吹替え期までに漸次丁銀遣いに切り替えられていった。中国においても灰吹法により製錬された銀は銀錠と呼ばれる銀塊に鋳造され、やはり秤量貨幣として広く流通した。
各地銀山の産銀は銀座に集積され丁銀の材料とされたが、銀座による銀地金の調達法には二通りあり、幕領銀山からの上納灰吹銀は公儀灰吹銀（こうぎはいふきぎん）または御灰吹銀（おはいふきぎん）と呼び、これを御金蔵から預り吹元にして丁銀を鋳造し吹立高の3%を銀座の収入とし、残りを御金蔵へ上納した御用達形式があり、他方、銀座が幕領以外の銀山、私領銀山から諸国灰吹銀を買入れ、丁銀を鋳造する自家営業方式は買灰吹銀（かいはいふきぎん）と称した。

## 灰吹銀の銀品位
銀座による灰吹銀の買取価格は銀品位に応じて定められた。最上級の銀地金は、1.1倍の慶長丁銀でもって買い入れられたため、「一割入レ」と呼ばれた。慶長丁銀は銀を80%含有するため、1.1倍であれば0.8×1.1=0.88となり、この12%分が銀座の鋳造手数料など入用に相当した。90.91%の銀を含有する地金は0.9091×1.1=1.00となり、同質量の慶長丁銀で買い入れられるため、「釣替」（つりかえ）と呼ばれた。85%の銀を含有する地金であれば、0.85×1.1=0.935となり、「六分五厘引ケ」となった。
純度の高い上銀は「南鐐」（なんりょう）と呼ばれ、さらに精製度の高いものは「花降銀」（はなふりぎん）と呼ばれた。純銀は溶融すると空気中の酸素を溶かし込み、凝固時にこれを放出して花が咲くように痘痕になるからである。
『明和諸国灰吹銀寄』による各銀山より山出しされた灰吹銀の品位の例を挙げると、津軽銀は三分引ケ（88%）、院内銀山の秋田銀は二分入レ（93%）、佐渡印銀は一割入レ（上銀）、因幡銀は五分引ケ（86%）、雲州銀は一割引ケ（82%）となっている。
『官中秘策』にある銀座の書上の記述には佐渡、但馬の御銀（公儀灰吹銀）は100貫につき銅20貫加え、石見御銀は100貫目につき銅22貫を加え丁銀を吹立たとあり、計算上の品位は佐渡、但馬の灰吹銀は銀含有率96.0%、石見の石州銀は97.6%ということになる。
明治15年（1882年）度に造幣局に納入された朝鮮産の灰吹銀の内、脆弱なものを分析した結果は、銀98.10%、金0.015%、蒼鉛0.756%、鉛0.857%、銅0.058%、鉄0.022%であり、その他、亜鉛、砒素、アンチモンは検出限界以下であった。このうち蒼鉛は国産の灰吹銀にも多少含有しており地金の脆性に著しく影響を与えるという。